# Eremophila maculata
Eremophila maculata là một loài thực vật có hoa trong họ Huyền sâm. Loài này được P.J.Müll. mô tả khoa học đầu tiên năm 1859.